# 髙谷裕亮
- 高谷裕亮

髙谷 裕亮（たかや ひろあき、1981年11月13日 - ）は、栃木県小山市出身の元プロ野球選手（捕手）。右投左打。福岡ソフトバンクホークスバッテリーコーチ。

## 経歴

### プロ入り前
小山市立大谷東小学校では2年生時に1歳上の兄とともに雨ケ谷学童に所属して軟式野球を始め、三塁手だった。小山市立大谷中学校でも軟式野球部に所属し三塁を守った。
小山北桜高校へ進学すると強肩を買われて捕手に転向。投手だった兄と兄弟バッテリーを組んだ。甲子園への出場はなかったが、2年春に同校最高成績となる県大会ベスト4に進出するなどチームを牽引した。
高校卒後はプロ野球選手を目指し、富士重工業に進んだ。1年目は原因不明の左膝痛に悩まされ、後に腰痛も併発し、公式戦に1試合も出場しないまま2年目の12月に退社。目標を失い、造園業を営む実家を受け継ぐことも考えたが野球への情熱を捨てられず1年間の浪人を経て、2003年に一般試験で地元の白鷗大学に合格。
白鷗大学の1年目は規定により1年間公式戦へ出場できなかったが、2年春から主将を務め、3年時には全日本大学野球選手権大会に出場した。3年間で関甲新リーグ新記録となる16本塁打、82打点を記録、ベストナインも4度受賞するなどリーグ屈指の選手に成長した。白鷗大学では上級生たちが高谷を先輩として敬意を持ち、その為高谷も伸び伸びと野球が出来て良かったと語っている。
2006年11月21日の大学生・社会人ドラフトでは、福岡ソフトバンクホークスから3巡目指名を受け、入団した。背番号は12。

### プロ入り後

#### 2000年代
2007年、一軍で右手首を痛めた大野隆治に代わり、急遽昇格が決定し、4月12日に初めて一軍出場選手登録され、4月17日の対東北楽天ゴールデンイーグルス戦で5回から代打でプロ初出場し、初打席は永井怜の前にショートライナーに倒れた。7回にはホセ・フェルナンデスの二盗を刺し、8回第2打席には四球から出塁し、永井の暴投の間に三塁まで進塁、本多雄一の適時打で生還してプロ初得点も記録した。4月19日に二軍へ降格し、6月5日に一軍へ昇格。6月23日のセ・パ交流戦、対中日ドラゴンズ戦で5回に代打で起用され、川上憲伸の3球目を叩きつけ二塁への内野安打でプロ初安打を記録した。翌6月24日の同カードで「8番・捕手」としてプロ初の先発出場を果たした。6回3打席目無死二・三塁の場面で久本祐一から右越え2点適時二塁打を打ち、これがプロ初打点となった。守っては先発の和田毅らをリードし9回2失点に抑え、攻撃では4打席で3出塁の活躍だった。続く6月29日の対千葉ロッテマリーンズ戦でも2試合目の先発出場ながら内外を使い分けるリードで杉内俊哉を完封に導き、柴原洋のサヨナラ本塁打を呼んだ。以後5試合先発したが5試合で0勝3敗、打率.136と調子を崩して控えとなり、8月6日に二軍へ降格し、そのままシーズンを終えた。捕手難というチーム事情もあり正捕手として期待されたが、1年目の出場は12試合にとどまり、先発出場7試合、フル出場した3試合では2勝1敗、1完封勝利だった。二軍では31試合に出場し、打率.253、出塁率.352を残し、75打数ながら3本塁打だった。
2008年、的山哲也が右膝を痛めたのをきっかけに7月5日に一軍へ昇格し、7月8日から先発出場を続けて後半戦の正捕手として定着した。7月15日の埼玉西武ライオンズ戦で先発出場し、2回に石井一久から勝ち越し適時打で本拠地福岡 Yahoo! JAPANドーム初安打・初打点を記録し、3回にも山岸穣から適時打、5回には山岸から再び安打でプロ入り初猛打賞を記録するなど活躍し、プロ入り初のヒーローインタビューを受けた。7月16日の同カードでは5回に涌井秀章からプロ初本塁打となる先制ソロ本塁打を打ち、8回4点ビハインド二死一・二塁の守備では打球をベンチに飛び込みながら捕球してピンチを救い、延長12回同点二死一・二塁では小野寺力の149km/hの直球をライト前に弾き返し、プロ初となるサヨナラ打で連夜のヒーローとなった。8月2日に山形県野球場で行われたフレッシュオールスターゲームに「8番・捕手」として先発出場したが、守っては5回8失点、打っては3打数無安打と活躍できず、6回裏の守備から交代となった。8月20日の対西武戦で先発出場した際に新垣渚がプロ野球記録5暴投を更新、日本ワーストタイの1イニング3暴投を記録させてしまい、それが失点に繋がりチームは敗戦。9月2日から先発出場した試合でチームが8連敗、9月17日の1勝を挟んで、9月18日からの先発マスクでもさらに6連敗を喫し、チームの最下位の一因となった。自身が先発マスクを被る前のチームは借金1だったがシーズン終了時は借金13としてしまった。前年2桁勝利した杉内俊哉、和田毅と組んだ18試合ではチームを6勝9敗と負け越しさせた。捕手陣では最多となる62試合に出場し、56試合に先発出場、フル出場した40試合は18勝20敗2分、2完封勝利だった。規定試合数未満ながら盗塁阻止率.344を記録したが、一方で自己最多の215打席に立ったが打率は1割台に終わるなど課題も残した。
2009年、初の開幕マスクを任され、オリックス・バファローズ相手に和田毅を完封勝利に導いた。4月は正捕手としてほぼ先発出場していたがチームの月末の借金は3と負け越し、5月2日の対ロッテ戦でフル出場して9イニング9失点したのを最後に控えとなり、以後守備でわずか3試合と出場機会が得られず7月6日に二軍へ降格し、10月11日に再び一軍へ昇格したが出場機会はなかった。なお5月以降は4月までに2本塁打・11打点を挙げていた田上秀則が5月から正捕手に定着した。最終的に先発出場は21試合で、フル出場した13試合では5勝8敗、2完封勝利だった。クライマックスシリーズファーストステージは2試合ベンチ入りしたが出場機会はなかった。

#### 2010年代
2010年、第1捕手山崎勝己、第2捕手田上という併用により、同年は主に守備要員として起用された。4月21日に一軍へ昇格し、控えとして出場を続けた。8月8日に1度だけ先発マスクの機会を得たが、序盤に3点の援護を貰いながら本塁打を打たれるなど逆転を許し、5回終了後に小椋真介とバッテリーごと交代させられた。8月22日の出場を最後に、8月23日に二軍へ降格され、9月18日に再び一軍へ昇格したものの出場機会がなくシーズンを終えた。クライマックスシリーズファイナルステージは全6試合中5試合にベンチ入りしたが出場機会はなかった。
2011年、西武からFAで移籍してきた細川亨が加わり、さらに出場数が減少。4月19日に昇格したが出番がなく、5月5日に二軍へ降格。細川の左膝負傷により7月6日に再び一軍へ昇格すると、7月15日の対ロッテ戦で唯一先発出場したが、初回に1点援護を得た後に、山田大樹が本塁打などで逆転を許し、4回に代打を送られ交代させられた。細川復帰により7月28日に二軍へ降格したが、8月27日に再び細川のふくらはぎ負傷により、再び一軍へ昇格。以降控え捕手として10試合に出場し、一軍でのレギュラーシーズンを終えた。クライマックスシリーズファイナルステージ、日本シリーズでは全試合にベンチ入りしたが出場機会はなかった。アジアシリーズでは11月27日の予選リーグ第3戦・対パース・ヒート戦で8回に代打から出場してそのまま守備につき、2イニングを無失点に抑えた。
2012年、開幕から抹消されることなく一軍でシーズンを終え、自己最多の64試合に出場した。開幕から控えで起用されていたが、4月14日の対ロッテ戦で岩嵜翔と組み先発出場を果たすと、初回に先制され、味方の援護より前にさらに失点して敗戦し、6月中旬まで再び控え起用が続いた。精彩を欠いていた細川亨が6月下旬に二軍再調整となると、山崎勝己との競争に勝ち、7月から正捕手として先発出場が増え、7月6日からは19試合連続でスタメンマスクを被った。7月4日の対西武戦では4年ぶりに猛打賞を記録した。7月15日の対ロッテ戦では大谷智久から先制の犠牲フライを打ち、大隣憲司を2安打1四球1死球の完封勝利に導いた。8月24日の対ロッテ戦では、6回の打席でそれまで無失点と好投していた成瀬善久から二塁打を打ち出塁し、続く本多雄一がバントの構えからバットを引いたが髙谷はアンツーカーを越えるほど大きく飛び出しており、本来なら慌てて帰塁する場面で三盗を選択し、里崎智也が二塁へ送球する間に成功。その後、動揺した成瀬からソフトバンク打線は一挙5得点。しかし「ミスはミス」と秋山幸二監督の評価は厳しかった。また、この三盗が2014年シーズン終了時点で自身唯一の盗塁成功となっている。7月中旬以降は、各先発投手が敗戦を機に復帰した細川亨へ鞍替えしていき、8月下旬には再び正捕手を奪われた。レギュラーシーズンは最終的に34試合に先発出場し、フル出場した12試合では6勝6敗、1完封勝利だった。先発投手では新人の武田翔太と組み7試合で4勝1敗、大隣と9試合で7勝1敗（7連勝）だった。一方、前年に2桁勝利した攝津正とは6試合で2勝2敗と相性が悪かった。代打ではチーム3位タイの11打席に立ったが9打数1安打で打率.111、出塁率.200と期待には応えられなかった。クライマックスシリーズファーストステージは10月14日第2戦に5回8点ビハインドの場面で代打から守備に入り、以後4イニングを無失点に抑えたがそのまま敗戦した。ファイナルステージでは10月17日第1戦の8回1点ビハインドから守備に入り1イニングを無失点に抑えた。10月18日第2戦では8回3点ビハインドから代打で出場して1イニングを無失点に抑えた。10月19日第3戦では8回2点ビハインドから守備に入り1イニングを無失点に抑えた。ポストシーズンの打撃は3打数無安打1死球だった。
2013年、開幕を一軍で迎えた。3月31日に開幕3戦目の対楽天戦で前年好相性の武田翔太とともに先発起用されたが、5イニングで6失点を喫して5回に代打を出され、以後はほぼ控え起用となった。4月23日大隣憲司の先発日にマスクを被ったが初回に2点先制され、ブライアン・ラヘアの3点本塁打で逆転後に代打を出されて交代したが辛勝した。打率.133と不調で4月26日に再調整で二軍へ降格し、5月8日に再び一軍へ昇格。しかし打率.105とさらに打率を下げ、5月24日に再び二軍へ降格。7月9日に一軍へ復帰も結果は出せず、打率.091で7月20日に再び二軍へ降格。9月14日に一軍へ復帰し、クライマックスシリーズ進出が途絶えて消化試合となった10月5日のシーズン最終戦でフル出場し、同年最下位の日本ハム打線を9イニング無失点と抑えて新人投手東浜巨を初の完封勝利に導いた。最終的に先発出場は3試合、フル出場は1試合で1勝0敗1完封勝利だった。代打では9打席9打数1安打で打率・出塁率ともに.111と2年連続秋山監督の期待には応えられなかった。持ち味だった打撃は打率.077と不振に終わり、出場数も前年の約3分の1という結果から、日本ハムから新たに鶴岡慎也をFA補強されてしまった。
2014年、4月4日に一軍に昇格、5月5日に一旦二軍落ちとなり、5月17日に再昇格後はシーズン終了まで一軍に滞在した。しかし完全に控え起用となり、先発出場0、さらにシーズン無安打、出塁0、打点0に終わった。クライマックスシリーズファイナルステージは10月17日第3戦で9回7点ビハインドから守備に入り、1イニングを三者凡退に抑えた。日本シリーズは全5試合にベンチ入りしたが出場機会はなかった。
2015年、開幕はインフルエンザにより出遅れたが、復帰後は故障離脱した細川、鶴岡に変わりスタメンマスクで出場しチームの捕手最多そして自己最多の93試合に出場したほか、自身7年ぶりのソロ本塁打（5月31日 対東京ヤクルトスワローズ戦）も飛び出すなど、チームのリーグ制覇・日本一に貢献した。
2016年、開幕一軍登録され、3月26日の開幕第2戦、対楽天戦で同年初出場。4月9日に鹿児島県立鴨池野球場で行われた対オリックス戦において、プロ通算4本目となる3点本塁打を、4月19日の対ロッテ戦で2号ソロ本塁打を打つなど、正捕手として活躍するが、左膝の違和感を訴え、6月19日に一軍出場選手登録から外れる。7月6日に鏡視下左膝内側半月板切除手術を受け、復帰まで2か月を要すると発表された。9月10日の対西武戦において一軍復帰を果たしたが、前述の怪我での離脱もあり、今シーズンは37試合の出場にとどまった。シーズンオフの12月9日に契約更改交渉を行い、現状維持の3400万円（金額は推定）、年俸固定の2年契約を結んだ。
2017年、宮崎春季キャンプでは、若手捕手抜擢の為にB組スタートだったが、開幕一軍登録を果たす。3月31日の開幕戦、対ロッテ戦を開幕スタメンマスクで迎える。同年は主に和田毅、リック・バンデンハーク、武田翔太、中田賢一などの主力・ベテラン先発投手陣とバッテリーを組み、開幕から正捕手として活躍していたが、6月10日のセ・パ交流戦、対阪神タイガース戦において、打者・俊介のファウルチップが右手中指に当たり、その後の検査で「右手第3指末節骨骨折」と診断され、離脱を余儀なくされた。7月9日の対日本ハム戦で復帰したが、7月18日の対西武戦において3度、同月22日の対ロッテ戦で1度と、ファウルチップをマスクで受けた衝撃から、脳震盪の疑いを持たれ、7月24日に前年導入された脳震盪特例措置により出場選手登録を抹消された。8月2日の対オリックス戦で復帰し、犠牲フライで貴重な追加点を挙げ活躍した。復帰後は再び正捕手の座を守り、2015年に並ぶ92試合に出場。9月1日の対楽天戦でジャフェット・アマダーが起こした乱闘騒ぎでは、ベンチから飛び出し、後ろからアマダーを羽交い締めにして登板していた東浜の身を守る献身的な姿をみせるなど、チームの2年ぶりのリーグ優勝に貢献した。9月16日のリーグ優勝決定戦では、8回からマスクを被り、岩嵜翔、デニス・サファテをリードして優勝を決め涙した。ポストシーズンも和田、バンデンハーク、武田の先発登板を担当。楽天とのクライマックスシリーズファイナルステージでは、第3戦から第5戦までスタメンマスクで出場し、打撃でも第3戦では適時内野安打、第5戦ではレフト前適時打を打ち、日本シリーズに進出した。横浜DeNAベイスターズとの日本シリーズ第3戦では、1回裏に2014年の細川亨以来の日本シリーズ記録となる1イニング2度の盗塁阻止。打っては4回表にセンター前の2点適時打と活躍した。第6戦では、クローザー、デニス・サファテの異例の3イニングの登板を無失点でリードし、チームの2年ぶりの日本一奪還に貢献した。
2018年、宮崎春季キャンプ中に打撃練習で右肘を痛め、2月27日に右肘のクリーニング手術を受け離脱を余儀なくされる。当初、復帰まで3か月を要すると見られていたが、4月17日の対東北楽天戦で復帰を果たす。5月13日の武田翔太の完封勝利をアシストするなど、30試合に出場していたが、6月27日に一軍選手登録を抹消される。7月8日に復帰したが、上記の怪我の影響もあり、出場試合は73試合と減少した。ポストシーズンでは、先発マスクの甲斐拓也の後を受けてマスクを被り、10月30日に行われた広島東洋カープとの日本シリーズ第3戦では、日本シリーズでの自身初本塁打を記録した。シーズンオフの12月18日に契約更改交渉を行い、現状維持の3400万円（金額は推定）で契約を更改した。
2019年は、主に正捕手となった甲斐拓也をサポートする形で、救援投手投手とともに試合終盤に出場してゲームを締め括る「抑え捕手」としての役割を担う。また、先発出場し、8月14日の武田翔太の先発勝利や、9月4日のアリエル・ミランダの7勝目をアシストした。ポストシーズンでは、埼玉西武とのクライマックスシリーズファイナルステージ第3戦において、ファウルフライを追った際にベンチ付近の鉄製の棚に衝突し、右顎下から出血して6針縫う怪我を負うが、翌日には復帰した。読売ジャイアンツとの日本シリーズにおいても、第2戦から第4戦まで抑え捕手としての役割を果たし、チームの日本シリーズ3連覇に貢献した。

#### 2020年代
2020年も、主に正捕手の甲斐拓也をサポートする「抑え捕手」としての起用が目立った。また、打席に立つことは多くなかったが、高い得点圏打率（.636）が示すように打撃でもチームに貢献した。10月13日に左膝の状態を考慮されて出場選手登録を抹消され、11月に左膝の手術を受けた。
2021年は開幕一軍登録されたものの、前年手術した左膝の状態が思わしくなく、4月上旬に抹消されて以降は二軍で再調整となる。東京オリンピックに伴う中断期間明けの8月に一軍登録されて以降は甲斐拓也に次ぐ2番手捕手として15試合に出場した。10月26日に戦力外通告を受けた。戦力外通告を受けた日には「あと1,2年は頑張りたいと思っていた矢先だった」と現役続行の意欲があるともとれる発言をしていたが、31日、球団より正式に引退が発表された。

### 現役引退後
引退後の11月1日、ソフトバンクの二軍バッテリーコーチに就任することが発表された。2023年まで同職を務め、2024年からは一軍バッテリーコーチを担当する。

## プレースタイル
プロ入り前は遠投110メートル、捕球から二塁送球のタイムが1.8秒というプロのトップクラスとも遜色ない強肩や、2006年9月9日時点では大学のリーグ戦で捕逸が一度もないなど安定した捕球術を評価されていた。

## 人物
- 主な愛称は自身の青ヒゲが濃いことに由来する「ジョリ」[79]。その他にも工藤公康からは親しみを込めて「爺（じい）」[80]、リック・バンデンハークからはベテランという意味で「エル・ベテラーノ」[81]、さらに一部のファンやメディアからは「たかやん」[82]、「髙谷おじさん」とも呼ばれる[83][84]。
- シーズンオフに外国人選手が帰国する際には、福岡空港まで見送りに行くことが恒例となっており、信頼も厚い[85][86][87]。
- ジュリスベル・グラシアルが本塁打を打った際には、シャドーボクシングで髙谷をKOするパフォーマンスが行われる[88]。髙谷が本塁打を打った際にはグラシアルがKOされる攻守交代の形となった[89]。
- 2018年シーズン終盤の記事によると、特技はプロ野球選手の物真似。捕手であり選手を見て特徴を掴む癖があるのか物真似が上手くなり、プロ入り前も度々行っていた。オフシーズンのファンイベントでは催促されることがある。一番上手くできるのは塚田正義[90]。

## 詳細情報

### 年度別打撃成績
| 年 度      | 球 団        | 試 合 | 打 席 | 打 数 | 得 点 | 安 打 | 二 塁 打 | 三 塁 打 | 本 塁 打 | 塁 打 | 打 点 | 盗 塁 | 盗 塁 死 | 犠 打 | 犠 飛 | 四 球 | 敬 遠 | 死 球 | 三 振 | 併 殺 打 | 打 率 | 出 塁 率 | 長 打 率 | O P S |
| ---------- | ------------ | ----- | ----- | ----- | ----- | ----- | -------- | -------- | -------- | ----- | ----- | ----- | -------- | ----- | ----- | ----- | ----- | ----- | ----- | -------- | ----- | -------- | -------- | ----- |
| 2007       | ソフトバンク | 12    | 30    | 23    | 2     | 3     | 2        | 0        | 0        | 5     | 4     | 0     | 0        | 2     | 0     | 5     | 1     | 0     | 15    | 0        | .130  | .286     | .217     | .503  |
| 2008       | ソフトバンク | 62    | 215   | 189   | 17    | 34    | 4        | 0        | 2        | 44    | 13    | 0     | 0        | 8     | 1     | 16    | 0     | 1     | 57    | 2        | .180  | .246     | .233     | .479  |
| 2009       | ソフトバンク | 25    | 72    | 62    | 2     | 13    | 1        | 0        | 0        | 14    | 5     | 0     | 0        | 2     | 0     | 7     | 0     | 1     | 18    | 2        | .210  | .300     | .226     | .526  |
| 2010       | ソフトバンク | 23    | 22    | 18    | 1     | 2     | 1        | 0        | 0        | 3     | 1     | 0     | 0        | 1     | 0     | 3     | 0     | 0     | 6     | 1        | .111  | .238     | .167     | .405  |
| 2011       | ソフトバンク | 12    | 3     | 3     | 0     | 2     | 0        | 0        | 0        | 2     | 0     | 0     | 0        | 0     | 0     | 0     | 0     | 0     | 1     | 0        | .667  | .667     | .667     | 1.333 |
| 2012       | ソフトバンク | 64    | 144   | 133   | 8     | 28    | 8        | 0        | 0        | 36    | 10    | 1     | 1        | 3     | 1     | 7     | 0     | 0     | 25    | 2        | .211  | .248     | .271     | .519  |
| 2013       | ソフトバンク | 22    | 28    | 26    | 1     | 2     | 0        | 0        | 0        | 2     | 1     | 0     | 0        | 0     | 0     | 2     | 0     | 0     | 9     | 1        | .077  | .143     | .077     | .220  |
| 2014       | ソフトバンク | 20    | 5     | 5     | 1     | 0     | 0        | 0        | 0        | 0     | 0     | 0     | 0        | 0     | 0     | 0     | 0     | 0     | 0     | 0        | .000  | .000     | .000     | .000  |
| 2015       | ソフトバンク | 93    | 192   | 171   | 14    | 30    | 6        | 1        | 1        | 41    | 16    | 0     | 1        | 8     | 0     | 13    | 0     | 0     | 31    | 2        | .175  | .234     | .240     | .473  |
| 2016       | ソフトバンク | 37    | 103   | 81    | 12    | 20    | 0        | 0        | 2        | 26    | 16    | 0     | 0        | 10    | 1     | 10    | 0     | 1     | 12    | 4        | .247  | .333     | .321     | .654  |
| 2017       | ソフトバンク | 92    | 195   | 175   | 9     | 36    | 4        | 0        | 1        | 43    | 20    | 0     | 1        | 5     | 2     | 12    | 0     | 1     | 30    | 1        | .206  | .258     | .246     | .504  |
| 2018       | ソフトバンク | 73    | 57    | 52    | 5     | 9     | 1        | 0        | 1        | 13    | 4     | 0     | 0        | 3     | 0     | 1     | 0     | 1     | 11    | 1        | .173  | .204     | .250     | .454  |
| 2019       | ソフトバンク | 55    | 42    | 30    | 2     | 5     | 0        | 0        | 1        | 8     | 1     | 0     | 0        | 7     | 0     | 5     | 0     | 0     | 15    | 0        | .167  | .286     | .267     | .552  |
| 2020       | ソフトバンク | 33    | 62    | 52    | 6     | 13    | 3        | 0        | 2        | 22    | 10    | 0     | 0        | 4     | 0     | 4     | 0     | 2     | 19    | 0        | .250  | .328     | .423     | .751  |
| 2021       | ソフトバンク | 20    | 17    | 17    | 1     | 4     | 0        | 0        | 0        | 4     | 0     | 0     | 0        | 0     | 0     | 0     | 0     | 0     | 1     | 0        | .235  | .235     | .235     | .471  |
| 通算：15年 | 通算：15年   | 643   | 1187  | 1037  | 81    | 201   | 30       | 1        | 10       | 263   | 101   | 1     | 3        | 53    | 5     | 85    | 1     | 7     | 250   | 16       | .194  | .258     | .254     | .512  |

### 年度別守備成績
| 年 度 | 球 団        | 捕手  | 捕手  | 捕手  | 捕手  | 捕手  | 捕手  | 捕手     | 捕手     | 捕手     | 捕手     | 捕手     |
| 年 度 | 球 団        | 試 合 | 刺 殺 | 補 殺 | 失 策 | 併 殺 | 捕 逸 | 守 備 率 | 企 図 数 | 許 盗 塁 | 盗 塁 刺 | 阻 止 率 |
| ----- | ------------ | ----- | ----- | ----- | ----- | ----- | ----- | -------- | -------- | -------- | -------- | -------- |
| 2007  | ソフトバンク | 11    | 65    | 2     | 1     | 0     | 1     | .993     | 6        | 5        | 1        | .167     |
| 2008  | ソフトバンク | 62    | 421   | 48    | 1     | 5     | 5     | .998     | 64       | 42       | 22       | .344     |
| 2009  | ソフトバンク | 25    | 182   | 13    | 3     | 3     | 1     | .985     | 14       | 9        | 5        | .357     |
| 2010  | ソフトバンク | 22    | 59    | 3     | 0     | 1     | 0     | 1.000    | 4        | 2        | 2        | .500     |
| 2011  | ソフトバンク | 12    | 17    | 1     | 0     | 0     | 0     | 1.000    | 4        | 4        | 0        | .000     |
| 2012  | ソフトバンク | 61    | 267   | 24    | 3     | 3     | 3     | .990     | 39       | 27       | 12       | .308     |
| 2013  | ソフトバンク | 20    | 59    | 10    | 1     | 4     | 0     | .986     | 12       | 6        | 6        | .500     |
| 2014  | ソフトバンク | 17    | 19    | 6     | 0     | 0     | 0     | 1.000    | 4        | 2        | 2        | .500     |
| 2015  | ソフトバンク | 93    | 513   | 58    | 4     | 3     | 5     | .993     | 64       | 37       | 27       | .422     |
| 2016  | ソフトバンク | 37    | 229   | 23    | 1     | 3     | 1     | .996     | 27       | 21       | 6        | .222     |
| 2017  | ソフトバンク | 92    | 521   | 42    | 1     | 3     | 2     | .998     | 62       | 50       | 12       | .194     |
| 2018  | ソフトバンク | 73    | 191   | 10    | 0     | 1     | 0     | 1.000    | 13       | 8        | 5        | .385     |
| 2019  | ソフトバンク | 55    | 152   | 11    | 0     | 1     | 0     | 1.000    | 9        | 7        | 2        | .222     |
| 2020  | ソフトバンク | 32    | 159   | 15    | 0     | 1     | 1     | 1.000    | 15       | 14       | 1        | .067     |
| 2021  | ソフトバンク | 20    | 56    | 8     | 0     | 1     | 0     | 1.000    | 9        | 5        | 4        | .444     |
| 通算  | 通算         | 632   | 2910  | 274   | 15    | 29    | 19    | .995     | 346      | 239      | 107      | .309     |

- 各年度の太字はリーグ最高

### 記録
初記録
- 初出場：2007年4月17日、対東北楽天ゴールデンイーグルス4回戦（フルキャストスタジアム宮城）、5回表に山崎勝己の代打で出場
- 初打席：同上、5回表に永井怜から遊直
- 初安打：2007年6月23日、対中日ドラゴンズ3回戦（ナゴヤドーム）、5回表に川上憲伸から二塁内野安打
- 初先発出場：2007年6月24日、対中日ドラゴンズ4回戦（ナゴヤドーム）、「8番・捕手」で先発出場
- 初打点：同上、6回表に久本祐一から右越2点適時二塁打
- 初本塁打：2008年7月16日、対埼玉西武ライオンズ16回戦（福岡Yahoo!JAPANドーム）、5回裏に涌井秀章から右越ソロ
- 初盗塁：2012年8月24日、対千葉ロッテマリーンズ19回戦（QVCマリンフィールド）、6回表に三盗（投手：成瀬善久、捕手：里崎智也）

### 背番号
- 12（2007年[4] - 2021年）
- 84（2022年 - ）

### 登場曲
- 「Livin' on a Prayer」Bon Jovi（2007年 - 2013年）
- 「感謝。」RSP（2014年）
- 「キミ記念日～生まれて来てくれてアリガトウ。～」ソナーポケット（2015年 - 2016年）
- 「原宿いやほい」きゃりーぱみゅぱみゅ（2017年）
- 「トライ・エヴリシング」Dream Ami（2017年 - 2021年）
- 「Make you happy」NiziU（2020年 - 2021年）